# Lars Nedland
Lars Nedland (ur. 13 maja 1976 w Kristiansand), znany także jako Lazare – norweski wokalista, kompozytor, perkusista i keyboardzista, założyciel zespołu Solefald, wykonującego awangardowy black metal. Jest również keyboardzistą w zespole Borknagar. Wraz z Corneliusem Jakhelln'em w sierpniu 1995 roku założył Solefald.
Podczas swojej kariery Lazare stanowił część różnych zespołów metalowych, był perkusistą w blackmetalowym Carpathian Forest i wokalistą Ásmegin. Obecnie jest klawiszowcem Borknagar, wokalistą Age of Silence, a także wokalistą, perkusistą i keyboardzistą w Solefald.
Ponadto, Lars Nedland jest dziennikarzem i reżyserem telewizyjnym w norweskiej stacji TVNorge, gdzie prowadzi własny program "Krimkommisjonen" oraz w norweskiej TV2 z programem "Skaperen".

## Dyskografia
Opracowano na podstawie materiału źródłowego:
| Solefald - Jernlov (demo) (1996, wydanie własne) - The Linear Scaffold (1997, Avantgarde Music) - Neonism (1999, Avantgarde Music) - Solefald / Carnal Forge (Split, 2001, Century Media Records) - Pills Against the Ageless Ills (2001, Century Media Records) - In Harmonia Universali (2003, Century Media Records) - Red for Fire: An Icelandic Odyssey Part I (2005, Season of Mist) - Black for Death: An Icelandic Odyssey Part II (2006, Season of Mist) - Norron Livskunst (2010, Indie Recordings) Borknagar - Quintessence (2000, Century Media Records) - Empiricism (2001, Century Media Records) - Epic (2004, Century Media Records) - Origin (2005, Century Media Records) - Universal (2010, Indie Recordings) |  | Old Words New - Upon the Hours (demo, 1997, wydanie własne) Age Of Silence - Acceleration (2004, The End Records) - Complication - Trilogy Of Intricacy (EP, 2005, The End Records) Ásmegin - Hin Vordende Sod & Sø (2003, Napalm Records) Występy gościnne - Carpathian Forest - Black Shining Leather (perkusja, 1998) - Vintersorg - Visions from the Spiral Generator (organy Hammonda, 2002) - Vintersorg - The Focusing Blur (organy Hammonda, śpiew, teksty, 2004) - Sturmgeist - Meister Mephisto (śpiew, 2005) - Winds - Prominence and Demise (śpiew, 2007) - Pantheon I - The Wanderer and His Shadow (śpiew, 2007) - Havoc Unit - h.IV+ (Hoarse Industrial Viremia) (śpiew, 2008) |